# Kiss & Tell
A Kiss & Tell a Selena Gomez & the Scene debütáló stúdióalbuma. 2009. szeptember 29-én jelent meg a Hollywood Records gondozásában. Az együttes rengeteg szerzővel és producerrel dolgozott együtt, így például Gina Schockkal, a Go-Go's tagjával. Közös munkájukat a kritikusok pozitív jelzőkkel fogadták, legtöbben Shock munkáit dicsérték. A lemezt is kiemelték, ellenben Selena vokális teljesítményével, ugyanis a Dancing with the Stars című műsoron való fellépése után rengeteg negatív kritikát kapott.
A lemezről két kislemez jelent meg, a Falling Down, ezt a Naturally követte. Az előbbi nem ért el jelentős sikereket, a Billboard Hot 100 listáján 82. helyezésig jutott el. Japánban viszont 15. lett egy helyi kislemezlistán. A Naturally sokkal több toplistán jelent meg, így például a Billboard Hot 100 listáján 29. helyet érte el, de Németország, Kanada és az Egyesült Királyság slágerlistáin a top 20-at is elérte.
Az album jelentős sikereket ért el. A Kiss & Tell 66 000 példányban kelt el az első héten az Egyesült Államokban. A Naturally sikerei Kanadában a lemezt is népszerűbbé tették, ahol a 22. helyezést érte el. A top 10-be Spanyolországban és Görögországban jutott be. Németországban a 19. helyezést érte el a lemez. 2010 márciusában az Arany minősítést kapta meg a lemez az Egyesült Államokban, 500 000 eladott példánnyal.
2011. augusztusára ez a szám 778 000-re nőtt a tengerentúlon.

## Háttér

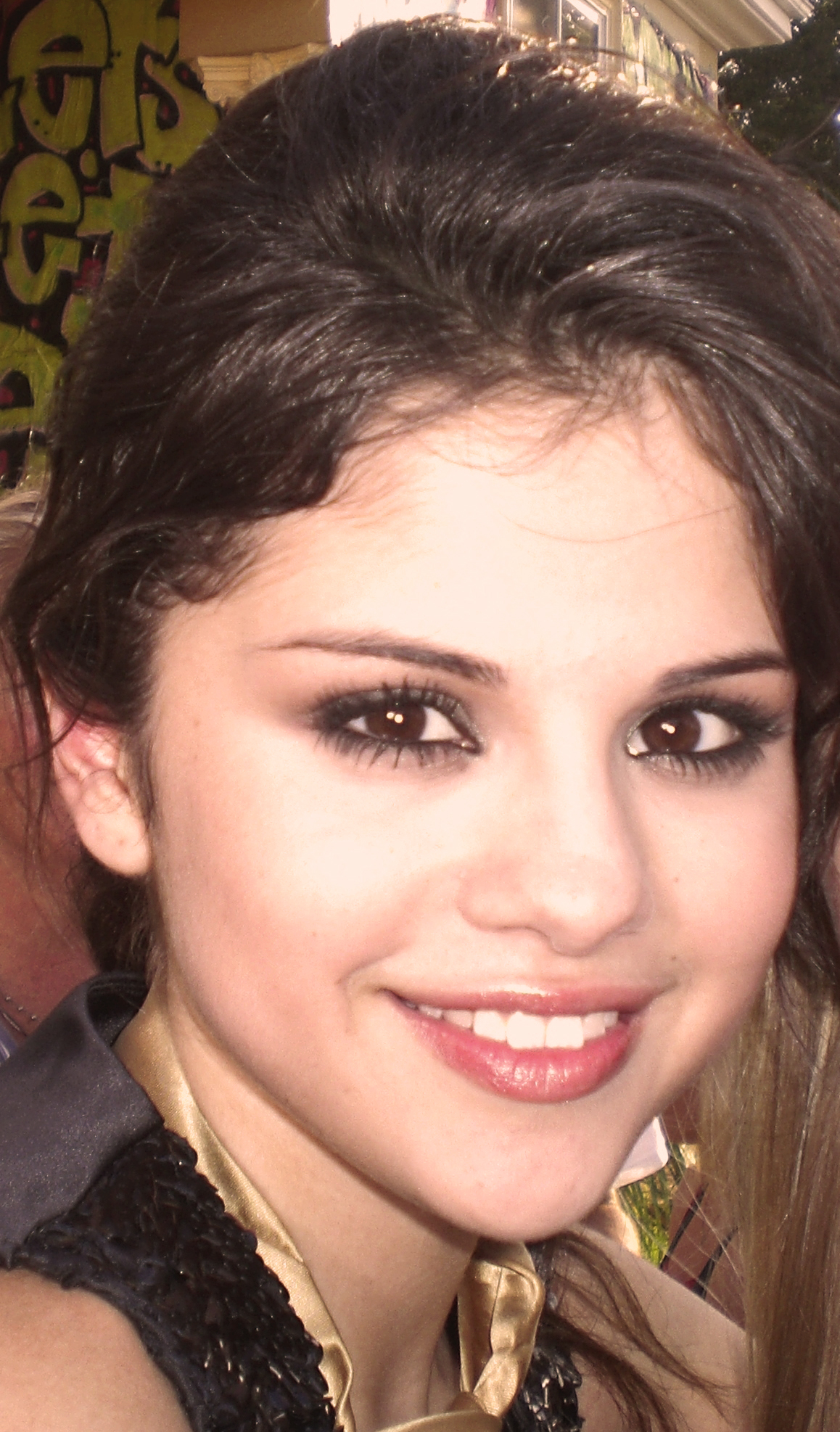
Gomez 2008 nyarán beszélt először az album munkálatairól.

Gomez a nyilvánosság előtt első alkalommal 2008 júliusában beszélt az új albumról, egy MTVnek adott interjú során. „Bandában leszek - nem egy Selena Gomezes dolog lesz. Nem akarok szóló előadó lenni. Nem akarom a nevemet hozzácsatolni.” Hozzátette, ha nem fogja táncra késztetni az embereket a zenéje, akkor nem ért el sikert.  Két évnyi stúdiómunka után Selena bejelentette együttese nevét:
„Az együttesem a the Scene nevet kapta, mert sokszor utalnak rá az emberek viccből, hogy 'háttérben akarok lenni', szóval úgy gondoltam ez vicces lenne...”
Gomez számtalan interjún említette, hogy az együttes alapítása egy hosszú, fáradalmas munka eredménye. Habár hozzátette, hogy megérte, hiszen van egy nagyszerű együttese. Ennek ellenére, nem sokkal a kezdés után Nick Foxer ismeretlen okok miatt kilépett a csapatból, helyére Dane Forrest került. Selena első ismertebb kislemezét, a Tell Me Something I Don't Knowot újra felvette, hiszen az eredeti változat 15 éves korában készült. Selena magát hatalmas Fefe Dobson rajongónak nevezi, így feldolgozta As A Blonde című számát. Az eredeti szám Dobson kiadatlan, Sunday Love című albumán kapott volna helyet.
Ted Bruner, Trey Vittetoe és Gina Schock írt dalokat az együttesnek, utóbbi a Falling Downhoz járult hozzá. Gomez egy számot írt, mely az I Won't Apologize címet kapta.
Selena a lemezt vidámként jellemezte.
Az UNICEF egy jótékonysági koncertjén fejezte ki, milyen sokat jelent számára a szám, hiszen az egyik korábbi barátjáról szól.

## Kompozíció
Zeneileg az albumra Demi Lovato, Lady Gaga és Avril Lavigne stílusa jellemző. Gomez szerint az album „vidám, energikus.” „Még mindig új vagyok, és keresem, hol akarok lenni zeneileg. De szerintem ez egy jó kezdet… remélhetőleg.” Például a Falling Down egy tempós pop felvétel, melyben a dob és az elektromos gitár játszik fontos szerepet. Gomez a dal tartalmáról is beszélt egy interjúban: „[…] tulajdonképpen Hollywoodról szól, arról, amit az emberek gondolnak róla, illetve amilyen mű valójában…”
Az As A Blonde eredetileg Fefe Dobson száma volt, Selena azért énekelte el, hogy kipróbáljon minél több stílust.
A Kiss & Tell pop-rock, elektro-rock, dance és szintipop számok ötvözete. Az album első dala a Kiss & Tell, mely feltételezett barátairól szól, zeneileg a punk rock jellegzetességeire épül. Az I Won’t Apologize egy Gomez által írt szám, mely arról szól, hogy nem kell megváltozni, hogy másoknak megfelelőek legyünk. A Falling Down a lemez első kislemeze, agresszív, punk és pop jegyekből egyaránt építkezik. Az I Promise You pop-rock hatású, a Crush egy agresszív rock szám, utóbbi közel áll Avril Lavigne stílusához.
A The Way I Loved You az album balladája. A More egy ünneplős dance felvétel, Britney Spears számaihoz hasonlíthatóak. Az As A Blonde egy szintipop felvétel, eredetileg Fefe Dobson száma. Az I Don’t Miss You At All egy elektropop dal, a The Veronicas Untouched és This Is How It Feels című dalaihoz hasonlít. A Stop and Erase elektro-rock stílusban készült. Az I Got U a pop-rock jellegzetességeit hordozza magában. A Tell Me Something I Don’t Know eredetileg az Another Cinderella Story filmzenei albumán kapott helyet, viszont újra felvették a számot az albumra.

## Megjelenés és promóció
A Kiss & Tell digitálisan, illetve CD formátumban 2009. szeptember 29-én jelent meg Kanadában és az Egyesült Államokban. Ausztráliában 2009. október 16-án jelent meg az Universal Music gondozásában. Indiában 2010-ig nem jelent meg a lemez, végül április 3-án jelent meg. Az Egyesült Államok a Fascination Records adta ki az albumot 2010. április 19-én.
A Radio Disney 2009. szeptember 21. és 25. között mutatott be néhány felvételt a lemezről, ezek a Kiss and Tell, Naturally, Crush, I Promise You és More című dalok. Szeptember 26-án egy rádió játszotta le a teljes albumot. Az együttes a Falling Down és Naturally című számokat adta elő a Teletón című rendezvényen Mexikóban. Később Justin Bieber mellett adták elő a dalt a PopConon. Televíziós műsorokon is felléptek, így például szeptember 29-én, az album megjelenésének napján a Selena Gomez & the Scene a Dancing with the Stars fellépője volt, mely fellépés rengeteg negatív kritikát kapott. A Naturally című dalt a The Ellen DeGeneres Showban adták elő.

### Turné

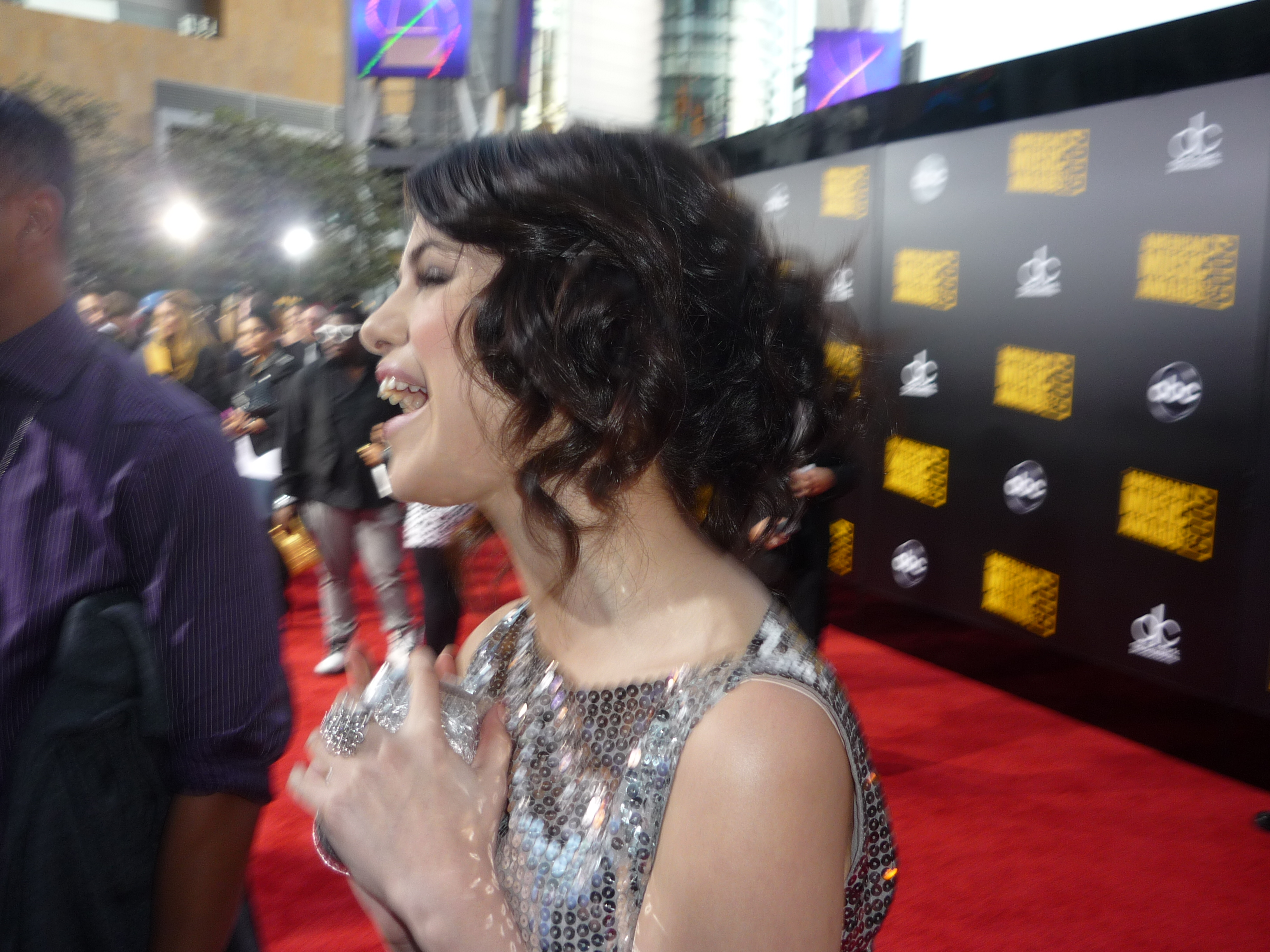
2009. november 15. és 2010. október 10. között rengeteg amerikai városban lépett fel az együttes, ilyen San Diego, Dallas és Hot Francisco.

Gomez és együttese a Selena Gomez & the Scene: Live in Concert nevezetű koncertkörút állomásain is előadta az album dalait. A turné 19 állomásból állt, közülük egy európai. 2009. november 15. és 2010. október 10. között rengeteg amerikai városban léptek fel, ilyen San Diego, Dallas és Hot Francisco. Négy fellépést kénytelenek voltak visszavonni, Gomez megbetegedésére hivatkozva. A dallista a lemez összes számát tartalmazta, az As A Blonde és I Got U kivételével. A turné első szakaszában a Backstreet Boys 1999-es Millennium című albumáról az I Want It That Wayt és Katy Perry Hot n Cold című 2008-as kislemezét is előadta az együttes. A Magicot is előadták, melyet Gomez szólóban vett fel a Varázslók a Waverly helyből című filmhez. A koncertkörút második szakaszára módosult a dallista, az A Year Without Rain című album két kislemezét is előadta onnantól az együttes, emellett Taylor Swift You Belong With Me című slágerét és Jason Derülo In My Head című számát is.
A koncert összességében sikeresnek bizonyult. Dallasban az összes jegy eladásra került. A műsor 40 185 dollárnyi bevételt jelentett. San Franciscóban is hasonló volt a helyzet, mind a 953 jegy elkelt. New Yorkban is jelentős sikereket ért el a csapat, 18 410 dollárt szereztek az eladott jegyekből. Gomez teljesítményét a kritikusok pozitív véleményekkel illették. John J. Moser így vélekedett az előadásokról: „A showjának nagy része - 10 dal - debütáló albumán kapott helyet, mely a tavaly megjelent Kiss & Tell. De most a Round & Rounddal nyitott, mely a következő hónapban megjelenő A Year Without Rain című lemezén kapott helyet -, de a korong címadó dalát is elénekelte - dance/techno hangzásvilág, mely megmutatja képességeit. Ez az, ahol a hangja leginkább dominál…”

### Kislemezek
A Falling Down az album első kislemeze, a Radio Disney műsorán debütált 2009. augusztus 21-én, majd 25-én előre kiválasztott országokban jelent meg. A dal videóklipje a Disney Channelen debütált augusztus 28-án. A kritikusok pozitív jelzőkkel illették a számot, szerintük Selena bebizonyította, hogy van elég tehetsége és energiája, hogy versenyezhessen a többi sikeres Disney énekessel. A Falling Down a Billboard Hot 100 lista 82. helyezését érte el, a Canadian Hot 100 69., a Billboard Japan Hot 100 15. helye mellett. A Naturally lett a lemez második kislemez. A videóklipje 2009. december 11-én jelent meg a Disney Channelen. A Billboard Hot 100 39. helyén debütált a felvétel, majd a 29. helyezésig jutott el. Kanadában 18. helyig jutott el. Ausztráliában a 46. helyen indult a szám, ebben az országban ez volt az együttes első slágerlistás kislemeze. Új-Zélandon 20. lett a szám a New Zealand Singles Chart listán.
Annak ellenére, hogy nem jelent meg kislemezként, a Moret rengeteg rendezvényen adta elő az együttes. Turnéjuk nyitó száma volt, illetve a Dick Clark's New Year's Rockin' Eve with Ryan Seacresten és Good Morning Americán is ezzel a számmal léptek fel. A The Way I Loved You Koreában 73. helyezést ért el.

## Dallista
|     | Cím                            | Szerző(k)                                                 | Producer(ek)     | Hossz |
| --- | ------------------------------ | --------------------------------------------------------- | ---------------- | ----- |
| 1.  | Kiss & Tell                    | Ted Bruner, Trey Vittetoe, Gina Schock                    | Bruner, Vittetoe | 3:17  |
| 2.  | I Won't Apologize              | Selena Gomez, John Fields, William James McAuley III      | Fields           | 3:06  |
| 3.  | Falling Down                   | Bruner, Vittetoe, Schock                                  | Bruner, Vittetoe | 3:05  |
| 4.  | I Promise You                  | Isaac Hasson, Lindy Robbins,                              | SuperSpy         | 3:20  |
| 5.  | Crush                          | Bruner, Vittetoe, Schock                                  | Bruner, Vittetoe | 3:19  |
| 6.  | Naturally                      | Antonina Armato, Tim James, Devrím Karaoglu, Selena Gomez | Rock Mafia       | 3:22  |
| 7.  | The Way I Loved You            | Shelly Peiken, Rob Wells                                  | Wells            | 3:33  |
| 8.  | More                           | Hasson, Robbins, Filian                                   | SuperSpy         | 3:30  |
| 9.  | As a Blonde                    | Fefe Dobson, Greg Wells, Peiken                           | Wells            | 2:47  |
| 10. | I Don't Miss You at All        | Robbins, Toby Gad                                         | Gad              | 3:40  |
| 11. | Stop & Erase                   | Bruner, Vittetoe, Schock                                  | Bruner, Vittetoe | 2:52  |
| 12. | I Got U                        | Matthew Wilder, Tamara Dunn                               | Wilder           | 3:34  |
| 13. | Tell Me Something I Don't Know | Armato, Ralph Churchwell, Michael Nielse                  | Rock Mafia       | 2:55  |

| 14. | Falling Down (Plug In Language Remix) | 7:14 |

| 14. | Naturally (Dave Audé Radio Mix) | 4:02 |

### Kiszivárgott számok
2008-ban egy Headfirst című felvétel került fel a világhálóra. Az nem derült ki, hogy helyet kapott volna az albumon. 2011-ben egy Not Over It című dal szivárgott ki, mely egyes híresztelések szerint a lemezre készült.

## Megjelenési dátumok
| Ország           | Dátum                | Kiadó               | Formátum               |
| ---------------- | -------------------- | ------------------- | ---------------------- |
| Kanada           | 2009. szeptember 29. | Hollywood Records   | CD, digitális letöltés |
| Egyesült Államok | 2009. szeptember 29. | Hollywood Records   | CD, digitális letöltés |
| Ausztrália       | 2009. október 16.    | Universal Music     | CD, digitális letöltés |
| Japán            | 2010. február 24.    | Avex Group          | CD, digitális letöltés |
| India            | 2010. április 3.     | Universal Music     | CD                     |
| Egyesült Államok | 2010. április 19.    | Fascination Records | CD, digitális letöltés |

## Fordítás
- Ez a szócikk részben vagy egészben  a   Kiss & Tell (Selena Gomez & the Scene album) című angol Wikipédia-szócikk ezen változatának fordításán alapul.  Az eredeti cikk szerkesztőit annak laptörténete sorolja fel. Ez a jelzés csupán a megfogalmazás eredetét és a szerzői jogokat jelzi, nem szolgál a cikkben szereplő információk forrásmegjelöléseként.